# Sumberringin
Sumberringin is een bestuurslaag in het regentschap Jombang van de provincie Oost-Java, Indonesië. Sumberringin telt 1559 inwoners (volkstelling 2010).